# Armand Cardona Torrandell

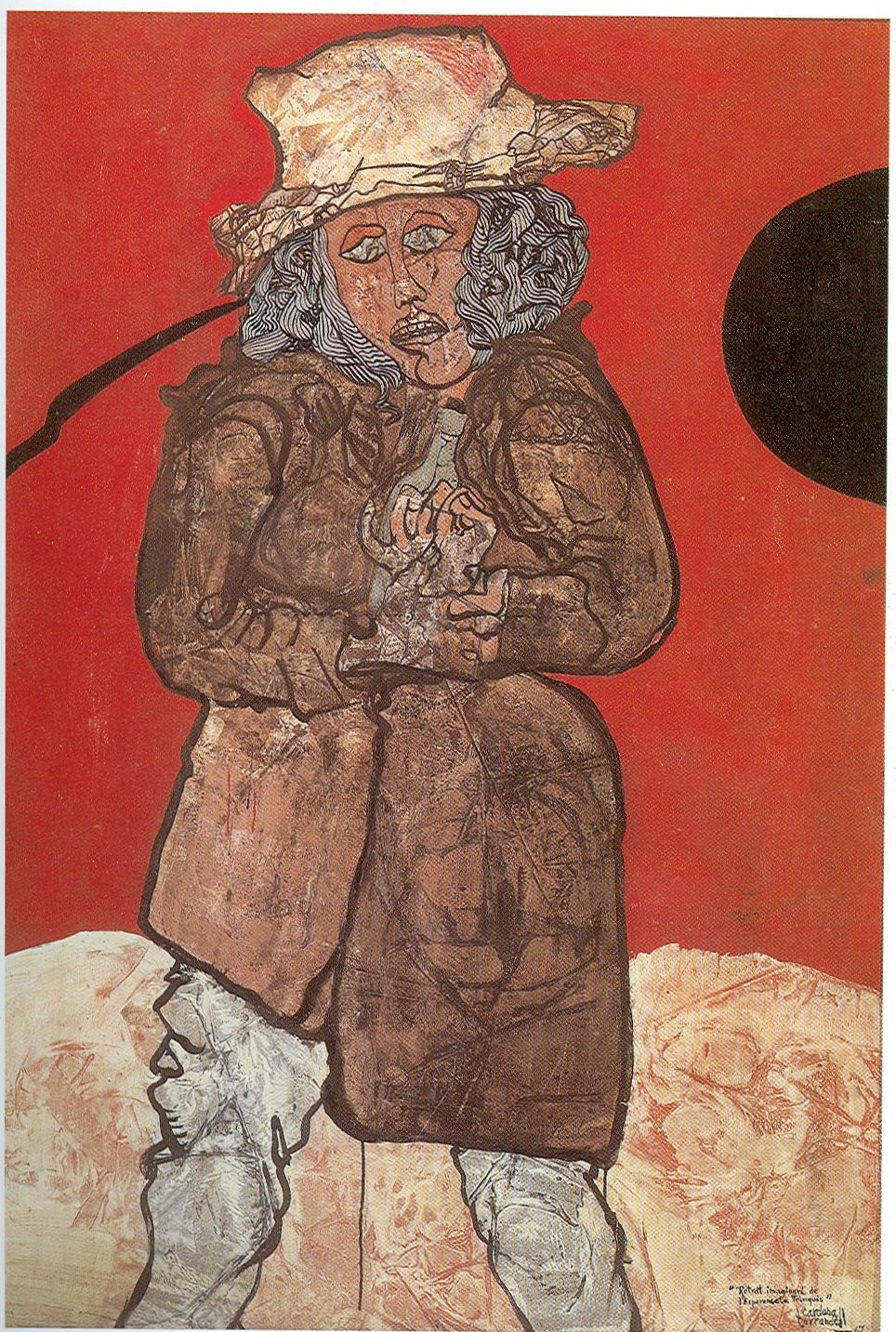
Retrat imaginari de l'Esperanceta Trinquis

Armand Cardona Torrandell   (Barcelona, 30 de novembre de 1928 - Sant Pere de Ribes, 14 de gener de 1995) fou un pintor i artista català.

## Biografia
Nasqué al barri del Carmel de Barcelona el 30 de novembre de 1928. Visqué amb la seva família a Sant Pau d'Ordal fins al 1933, en què els seus pares, que eren mestres, es traslladaren a Vilanova i la Geltrú (Garraf), on d'una manera gradual anà encarrilant la seva vida d'artista.
Als anys 40, començà dibuixant historietes, amb bolígraf o amb llapis, en unes quartilles doblegades per la meitat, una espècie de còmics rudimentaris d'històries de mariners durant la Segona Guerra Mundial. La guerra marcà el caràcter i la consciència històrica de l'artista, i es veu reflectida en la seva obra des de les historietes d'adolescent fins als quadres de l'artista madur.
Cardona estudià dret mercantil i treballà en diversos oficis mentre s'anà formant de manera autodidàctica com a artista, amb dibuixos d'escenes i personatges del seu barri: pescadors, barques, gats, tertúlies, timbes... i a principis dels anys 50 començà a pintar quadres, encara amb un estil poc definit.
El 1952, en un curs a l'Institut del Teatre conegué els germans Joan i Ricard Salvat i Ferré, que l'introduïren als cercles intel·lectuals de l'època, i també conegué la Barcelona deprimida dels gitanos del carrer Numància. Així afegí als seus motius mariners d'altres de més foscos i menys bucòlics com delinqüents, assassins, pidolaires, prostitutes... i es lliurà a la vida de pintor.
La primavera de 1957 tingué lloc la seva primera exposició a les Galeries Laietanes de Barcelona, on presentà el seu primer cicle: Retaules de les gents. A partir d'aquí l'evolució artística de Cardona fou frenètica, deixant els motius inicials de gats, barques i màquines, i centrant-se en el rostre humà (Cicle de les testes) i en l'experimentació i el joc amb la matèria, els volums i les textures (etapa informalista, 1959-1962), i anà fent-se un lloc dins l'art d'avantguarda estatal. A principis dels anys 60 ja exposava per tot l'estat i començava a guanyar-se la vida pintant sense dependre del mecenatge de la seva mare. El 1965, començà a exposar regularment a Madrid i un any després es casà amb la madrilenya Marisol Henche, matrimoni que no durà més de 7 setmanes.
La dècada del 1960, Cardona encetà el seu treball com a escenògraf creant els decorats de Ronda de mort a Sinera (text de Salvador Espriu, 1965) i La bona persona de Sezuan (de Bertolt Brecht, 1966), dirigides per Ricard Salvat. Començà a exposar a Itàlia en la Prima Mostra Intrarrealismo de Florència i en altres exposicions, i a finals de la dècada, passa per l'etapa de més plenitud creativa amb el Cicle de les mirades (1969) i el Cicle de les tretze exposicions dedicat a Numància.
El 1972 tornà a Vilanova i la Geltrú, on mantingué una relació durant 7 anys amb Maite Kirch, i on pintà molts més quadres i col·laborà en diversos projectes a la ciutat. Va morir a l'hospital Sant Camil de Sant Pere de Ribes després de set anys ingressat, el 14 de gener de 1995.
El 2015, es va incorporar obra seva a l'exposició temporal Del segon origen. Arts a Catalunya 1950-1977, que va tenir lloc al Museu Nacional d'Art de Catalunya, comissariada per Valentín Roma i Juan José Lahuerta.
Després de la seva mort, s'han celebrat varies exposicions a Vilanova i la Geltrú. L'última va ser la titulada "Retaules de les gents, barcos, màquines, gats. 1956-1959" al Centre d'Art Contemporani La Sala

## Estil
El seu llenguatge artístic propi es basa en el color enlluernador i un estil de dibuix únic.

## Llegat
A part de la seva nombrosa obra pictòrica, una de les col·laboracions més emblemàtiques que Armand Cardona Torrandell llegà a la seva ciutat d'adopció són els vestits que pintà per al ball de Diables de Vilanova i la Geltrú, que s'estrenaren el 1980 i que lluïren fins al 1995.
Vilanova i la Geltrú li posà també l'any 2003 el nom del pintor a una biblioteca pública, ja que es considerava un gran amant de la literatura, fet que es reflecteix en l'extens fons bibliogràfic que la família donà a la Biblioteca Armand Cardona Torrandell.